# Galenia sarcophylla
Galenia sarcophylla är en isörtsväxtart som beskrevs av Edward Fenzl, William Henry Harvey och Sond. Galenia sarcophylla ingår i släktet galenior, och familjen isörtsväxter. Inga underarter finns listade i Catalogue of Life.